# Чернега, Леонид Алексеевич
Леони́д Алексе́евич Черне́га  (укр. Леонід Олексійович Чернега) — глава Одессы в 1991—1994 годах.
Трудовую карьеру начинал на заводе «Кислородмаш» конструктором, начальником цеха. Окончил Одесский институт народного хозяйства. Работал 2-м секретарём Ильичёвского РК КПУ, председателем Ильичёвского райисполкома Одессы, заместителем председателя Одесского горисполкома. После проигрыша на выборах городского головы Одессы в 1994 г. стал заместителем президента концерна «Мирмекс».